# Raión de Myjolaiv
Myjolaiv (en ucraniano: Миколаївський район) fue un raión o distrito de Ucrania en el óblast de Leópolis. En la reforma territorial de 2020, su territorio fue incluido en el raión de Stry.
Comprendía una superficie de 675 km².
La capital era la ciudad de Mykoláyiv.

## Demografía
Según estimación 2010 contaba con una población total de 94506 habitantes.

## Otros datos
El código KOATUU es 4623000000. El código postal 81600 y el prefijo telefónico +380 3241.